# Шон спасает мир
«Шон сохраняет мир» (англ. Sean Saves the World) — американский телесериал, созданный Виктором Фреско, с Шоном Хейсом в главной роли. Шон Хейс, Джеймс Берроуз, Тодд Миллинер и Виктор Фреско выступают в качестве исполнительных продюсеров.
В центре сюжета находится разведённый отец дочери-подростка, который является геем и одновременно с её воспитанием пытается сбалансировать свою успешную карьеру и напор своей властной матери, которую играет Линда Лавин. Сериал выйдет на NBC в сезоне 2013—2014 годов. Сериал будет транслироваться в качестве якоря для нового, провального, комедийного блока канала в четверг в девять вечера. 8 января 2014 года канал закрыт шоу и завершил производство на четырнадцатом эпизоде.

## Актёры и персонажи
- Шон Хейс — Шон
- Линда Лавин — Лорна
- Меган Хилти — Лиз[8]
- Сами Ислер — Элли
- Томас Леннон — Макс
- Эчо Келлум — Хантер